# Siemens Desiro
Der Desiro ist eine von Siemens Transportation Systems entworfene Schienenfahrzeug-Reihe für den Regional-, Nah- und S-Bahn-Verkehr.
Die Bezeichnung Desiro ist vom englischen to desire (wünschen, begehren) abgeleitet. Desiro ist eine eingetragene Bezeichnung der Siemens AG.
Das modulare Triebwagenkonzept steht für variable Zugkonfigurationen mit Diesel- oder Elektroantrieb in Ein- oder Mehrfachtraktion. Die Produktion findet meistens im Siemenswerk in Krefeld-Uerdingen statt, die Inbetriebsetzung und Kundenabnahme im Prüfcenter Wegberg-Wildenrath.
Die Züge der Type Desiro ML der ÖBB, Raaberbahn und ODEG wurden durch ÖBB-Technische Services Jedlersdorf in Wien endmontiert. Die Endmontage der meisten Desiro RUS der RŽD fand in Russland statt.
Den ersten planmäßigen Betrieb nahm 1999 der Desiro Classic als Baureihe 642 bei DB Regio auf. Weitere Desiro-Varianten verkehren in mehreren europäischen Ländern und Kalifornien.

## Desiro Classic
Der Desiro Classic ist die ursprüngliche Variante des Desiro, die zwischen 1998 und 2008 gefertigt wurde. Es gibt sie als Diesel- oder elektrischen Triebzug.
| Baureihe           | Bild | Staat/Betreiber                                  | Baujahr   | Stückzahl                            | Anzahl Wagen | Antrieb                                                                                         |
| ------------------ | ---- | ------------------------------------------------ | --------- | ------------------------------------ | ------------ | ----------------------------------------------------------------------------------------------- |
| DB-Baureihe 642    |      | Deutschland DB Regio und Privatbahnen            | 1999–2008 | 305                                  | 2            | Diesel (Verbrennungstriebwagen), Hybridantrieb (seriell 642 028 EcoTrain, parallel 642 129 MTU) |
| CFR-Baureihe 96    |      | Rumänien CFR                                     | 2002–2007 | 120                                  | 2            | Diesel                                                                                          |
| SŽ-Baureihe 312-0  |      | Slowenien SŽ                                     | 2000/2001 | 10                                   | 2            | 3 kV =                                                                                          |
| SŽ-Baureihe 312-1  | 20   | Slowenien SŽ                                     | 2000/2001 | 3                                    |              | 3 kV =                                                                                          |
| OSE-Baureihe 460   |      | Griechenland OSE                                 | 2004–2006 | 20                                   | 5            | 25 kV, 50 Hz                                                                                    |
| DSB MQ             |      | Dänemark GoCollective                            | 2002–2005 | 28                                   | 2            | Diesel                                                                                          |
| Siemens Trainguard |      | Europa EVU Dispolok                              | 2003      | 1                                    | 2            | Diesel                                                                                          |
| ÖBB 5022           |      | Österreich ÖBB                                   | 2003–2008 | 60                                   | 2            | Diesel                                                                                          |
| MÁV-Baureihe 426   |      | Ungarn MÁV                                       | 2002–2006 | 31 (einschließlich 8 OSE-Einheiten)1 | 2            | Diesel                                                                                          |
| OSE-Baureihe 660   |      | Griechenland OSE                                 | 2003/2004 | 8                                    | 2            | Diesel                                                                                          |
| BDŽ-Baureihe 10    |      | Bulgarien BDŽ                                    | 2005      | 25                                   | 2            | Diesel                                                                                          |
| Züge des SPRINTER  |      | Vereinigte Staaten North County Transit District | 2006–2008 | 12                                   | 2            | Diesel                                                                                          |
| BDŽ-Baureihe 30    |      | Bulgarien BDŽ                                    | 2007/2008 | 15                                   | 3            | 25 kV, 50 Hz                                                                                    |
| BDŽ-Baureihe 30    | 10   | Bulgarien BDŽ                                    | 2007/2008 | 4                                    |              | 25 kV, 50 Hz                                                                                    |

## Desiro UK
Der Desiro UK wurde mit seiner besonderen Fahrzeugbegrenzungslinie speziell für den Einsatz in Großbritannien entwickelt.
Am 24. April 2001 wurde der Vertrag über die Beschaffung von 1200 Desiro-UK-Wagen für Großbritannien unterzeichnet. Mit einem Volumen von 2,5 Milliarden Euro handelte es sich dabei um den bis dahin größten Auftrag in der Geschichte von Siemens Mobility. Der erste Zug (Baureihe 450) wurde ein Jahr später, am 24. April 2002, am Prüfcenter Wegberg-Wildenrath präsentiert. Nachfolger des Desiro UK ist der Desiro City.
| britische Baureihe | Bild | Betreiber                                                                       | Baujahr                                                                                     | Stückzahl | Anzahl Wagen                        | Antrieb                                                                                         |
| ------------------ | ---- | ------------------------------------------------------------------------------- | ------------------------------------------------------------------------------------------- | --------- | ----------------------------------- | ----------------------------------------------------------------------------------------------- |
| Baureihe 185       |      | England FirstGroup – TransPennine Express                                       | 2005/2006                                                                                   | 51        | 3                                   | Diesel                                                                                          |
| Baureihe 350       |      | England Central Trains, London Midland, First TransPennine Express              | Klasse 350/1: 2005 Baureihe 350/2: 2008/2009 Baureihe 350/3: 2014 Baureihe 350/4: 2013/2014 | 87        | 4                                   | Wechselspannung 25 kV, 50 Hz Oberleitung Gleichspannung 650 V von oben bestrichene Stromschiene |
| Baureihe 360       |      | England Baureihe 360/1: National Express Group Baureihe 360/2: Heathrow Connect | Baureihe 360/1: 2002 Baureihe 360/2: 2005–2007                                              | 26        | Baureihe 360/1: 4 Baureihe 360/2: 5 | Wechselspannung 25 kV, 50 Hz Oberleitung                                                        |
| Baureihe 380       |      | Schottland bestellt bei First ScotRail, nun von Abellio ScotRail übernommen     | 2009–2011                                                                                   | 38        | 3, 4                                | Wechselspannung 25 kV, 50 Hz Oberleitung                                                        |
| Baureihe 444       |      | England South West Trains                                                       | 2002–2004                                                                                   | 45        | 5                                   | Gleichspannung 650 V Stromschiene                                                               |
| Baureihe 450       |      | England South West Trains                                                       | 2002–2007                                                                                   | 127       | 4                                   | Gleichspannung 650 V Stromschiene                                                               |

Auf der Britischen Baureihe 360/2 basierend wurden zwei Versionen des Desiro UK für den Suvarnabhumi Airport Rail Link von der State Railway of Thailand (SRT) in Bangkok gefertigt.
| Typ                | Bild | Betreiber                              | Baujahr | Stückzahl | Anzahl Wagen | Antrieb                                  |
| ------------------ | ---- | -------------------------------------- | ------- | --------- | ------------ | ---------------------------------------- |
| City Line-Triebzug |      | Thailand Thailändische Staatseisenbahn | 2007    | 5         | 3            | Wechselspannung 25 kV, 50 Hz Oberleitung |
| Express-Triebzug   |      | Thailand Thailändische Staatseisenbahn | 2007    | 4         | 4            | Wechselspannung 25 kV, 50 Hz Oberleitung |

Später vermarktete Siemens die Baureihen des Desiro UK und des Desiro City zusammengefasst als Desiro Verve.

## Desiro City
Als Nachfolger des Desiro UK stellte Siemens am 23. Juli 2009 den Desiro City vor und gewann damit eine Ausschreibung für das südenglische Thameslink-Netz. Der Auftrag über 1140 Wagen (115 Züge) wurde im Juni 2013 unterzeichnet. 2016 wurden die ersten Züge vom Betreiber Govia Thameslink eingesetzt, seit 2019 sind alle Züge im Betrieb.
Die 2014 von South West Trains in Auftrag gegebenen dreißig fünfteiligen 707 gingen 2017/18 unter dem nachfolgenden Franchisebetreiber South Western Railway in Betrieb. Da dieser einheitlich Bombardier-Aventra-Züge einsetzen will, für die er günstigere Leasingraten aushandelte, reichte der Leasinggeber Angel Trains die 707er weiter an Southeastern. wo sie seit 2021/22 verkehren.
Für den Betrieb auf der Northern City Line gab Govia Thameslink Railway 2016 weitere 25 Desiro City in Auftrag, die ab 2018 den Betrieb aufnahmen. Eine Besonderheit dieser als Baureihe 717 bezeichneten Züge ist eine Evakurierungstreppe im Führerstand.
| Baureihe     | Bild | Betreiber                                        | Baujahr   | Stückzahl | Anzahl Wagen | Antrieb                                                 |
| ------------ | ---- | ------------------------------------------------ | --------- | --------- | ------------ | ------------------------------------------------------- |
| Baureihe 700 |      | England Govia Thameslink Railway                 | 2013–2018 | 60 + 55   | 8, 12        | 25 kV, 50 Hz ~ (Oberleitung) und 750 V = (Stromschiene) |
| Baureihe 707 |      | England South West Trains seit 2021 Southeastern | 2016/2017 | 30        | 5            | 750 V (Stromschiene)                                    |
| Baureihe 717 |      | England Govia Thameslink Railway                 | 2017/2018 | 25        | 6            | 25 kV, 50 Hz ~ (Oberleitung) und 750 V = (Stromschiene) |

Später vermarktete Siemens die Baureihen des Desiro City und des Desiro UK zusammengefasst als Desiro Verve.

## Desiro ML
Der Desiro MainLine ist eine elektrisch betriebene Desiro-Variante für niedrigere Bahnsteige, die für den Regional- und S-Bahn-Verkehr bestimmt ist.
Die Züge der ÖBB, Raaberbahn und ODEG wurden von ÖBB-Technische Services Jedlersdorf in Wien endmontiert.
Im Juni 2016 stellte Siemens den Mireo als Nachfolger des Desiro ML vor.
| Betreiber                                     | Baureihe              | Bild | Baujahr          | Stückzahl | Anzahl Wagen       | Antrieb                                          |
| --------------------------------------------- | --------------------- | ---- | ---------------- | --------- | ------------------ | ------------------------------------------------ |
| Deutschland trans regio Deutsche Regionalbahn | Baureihe 460          |      | 2007–2008        | 17        | 3                  | 15 kV, 16,7 Hz ~ Oberleitung                     |
| Belgien NMBS/SNCB                             | NMBS/SNCB-Reihe AM 08 |      | 2011–2016        | 305       | 3                  | 3 kV = teilweise auch 25 kV, 50 Hz ~ Oberleitung |
| Österreich ÖBB                                | Reihe 4744            |      | 2016–2018        | 70        | 3                  | 15 kV, 16,7 Hz ~ 25 kV, 50 Hz ~ Oberleitung      |
| Österreich ÖBB                                | Reihe 4746            |      | 2015–2021, 2024– | 178       | 3                  | 15 kV, 16,7 Hz ~ 25 kV, 50 Hz ~ Oberleitung      |
| Österreich ÖBB                                | Reihe 4748            |      | 2022–2024        | 46        | 4                  | 15 kV, 16,7 Hz ~ 25 kV, 50 Hz ~ Oberleitung      |
| Österreich/ Ungarn Raaberbahn (GySEV)         | Baureihe 4744         |      | 2016             | 5         | 3                  | 25 kV, 50 Hz ~ 15 kV, 16,7 Hz ~ Oberleitung      |
| Österreich/ Ungarn Raaberbahn (GySEV)         | Baureihe 4746         |      | 2021–2022        | 8         | 3                  | 25 kV, 50 Hz ~ 15 kV, 16,7 Hz ~ Oberleitung      |
| Deutschland Ostdeutsche Eisenbahn             | Baureihe 4746         |      | 2019–2020        | 7         | 3, erweitert auf 4 | 25 kV, 50 Hz ~ 15 kV, 16,7 Hz ~ Oberleitung      |

## Desiro RUS
Für den Regionalverkehr in Russland (Elektritschka) wurde eine spezielle Version des Desiro ML entwickelt. Während die erste Serie (54 Triebzüge) noch direkt bei Siemens gefertigt wurde, wurden weitere Triebzüge in Russland produziert. Die elektrischen Triebzüge bestehen aus zwei angetriebenen Endwagen und drei Mittelwagen ohne Antrieb.
| Baureihe                                                         | Bild | Staat/Betreiber | Baujahr   | Stückzahl | Anzahl Wagen | Antrieb                           |
| ---------------------------------------------------------------- | ---- | --------------- | --------- | --------- | ------------ | --------------------------------- |
| RŽD-Baureihe ЭС1L Lastotschka (russisch ласточка; dt.: Schwalbe) |      | Russland RŽD    | 2011–2019 | 294       | 5            | 25 kV, 50 Hz ~ 3 kV = Oberleitung |

## Desiro Double Deck
Als erste Variante des Desiro Double Deck wurde die Meridian genannte Versuchseinheit der DB-Baureihe 445 hergestellt. Die Dreiwageneinheit bekam schließlich die EBA-Zulassung, wurde aber dennoch nicht in Dienst gestellt und nicht in Serie gebaut; sie ist inzwischen wieder zerlegt worden. In den Jahren 2006 bis 2008 wurde dann mit dem SBB RABe 514 ein vierteiliger Doppelstock-Triebzug für die S-Bahn Zürich in Serie gefertigt.
| Baureihe        | Bild | Betreiber                                              | Einführung | Stückzahl | Anzahl Wagen | Antrieb                       |
| --------------- | ---- | ------------------------------------------------------ | ---------- | --------- | ------------ | ----------------------------- |
| DB-Baureihe 445 |      | Deutschland DB Regio (nicht in den Betrieb übernommen) | 1998       | 1         | 3            | Wechselspannung / Oberleitung |
| SBB RABe 514    |      | Schweiz SBB (S-Bahn Zürich)                            | 2005–2009  | 61        | 4            | Wechselspannung / Oberleitung |

## Desiro HC
Der Desiro HC (HC für High Capacity) wurde auf der Innotrans 2014 vorgestellt. Er besteht aus angetriebenen, einstöckigen Endwagen und doppelstöckigen, nicht angetriebenen Mittelwagen.
| Baureihe                                       | Bild | Land        | Betreiber             | Baujahr      | Stückzahl | Anzahl Wagen | Antrieb                                      |
| ---------------------------------------------- | ---- | ----------- | --------------------- | ------------ | --------- | ------------ | -------------------------------------------- |
| 0462 (Rhein-Ruhr-Express)                      |      | Deutschland | National Express      | 2018–2020    | 84        | 4            | Wechselspannung 15 kV, 16,7 Hz / Oberleitung |
| 0462 (Siemens Vorführfahrzeug und RRX-Reserve) |      | Deutschland | Siemens               | 2018         | 1         | 4            | Wechselspannung 15 kV, 16,7 Hz / Oberleitung |
| 1462 (Netz Rheintal)                           |      | Deutschland | DB Regio              | 2019–2020    | 15        | 4            | Wechselspannung 15 kV, 16,7 Hz/ Oberleitung  |
| 60xx/40xx (Israel)                             |      | Israel      | Israel Railways       | ab 2019      | 135 / 6   | 6 / 4        | Wechselspannung 25 kV, 50 Hz / Oberleitung   |
| 2462 (Augsburger Netze)                        |      | Deutschland | Arverio Bayern        | 2020–2022    | 12        | 5            | Wechselspannung 15 kV, 16,7 Hz/ Oberleitung  |
| 3462 (Netz Elbe-Spree)                         |      | Deutschland | Ostdeutsche Eisenbahn | 2021–2022    | 15 / 14   | 6 / 4        | Wechselspannung 15 kV, 16,7 Hz/ Oberleitung  |
| 1462 (Netz Franken-Südthüringen)               |      | Deutschland | DB Regio              | ab 2023      | 18        | 4            | Wechselspannung 15 kV, 16,7 Hz/ Oberleitung  |
| 4462 (Netz Franken-Südthüringen)               |      | Deutschland | DB Regio              | ab 2024      | 8         | 6            | Wechselspannung 15 kV, 16,7 Hz/ Oberleitung  |
| 1462 (Netz Donau-Isar)                         |      | Deutschland | DB Regio              | vsl. ab 2024 | 25        | 4            | Wechselspannung 15 kV, 16,7 Hz/ Oberleitung  |
| 0462 (Ägypten)                                 |      | Ägypten     | NAT                   | vsl. ab 2027 | 94        | 4            | Wechselspannung 25 kV, 50 Hz / Oberleitung   |
| ? (Netz Werdenfels Land)                       |      | Deutschland | DB Regio              | vsl. ab 2028 | 6         | 5            | Wechselspannung 15 kV, 16,7 Hz / Oberleitung |
| ? (München-Nürnberg-Express)                   |      | Deutschland | DB Regio              | vsl. ab 2028 | 7         | 6            | Wechselspannung 15 kV, 16,7 Hz / Oberleitung |